# Чёрный кузнец
«Чёрный кузне́ц» — российская хэви-метал-группа, основанная в 2005 году в Санкт-Петербурге. Распалась в 2011 году, возобновила деятельность в 2013 году.

## История
Днём основания группы является 6 января 2005 года, тогда и состоялась первая репетиция. Основателем группы является Николай Курпан. На тот момент ещё в группе были гитарист Илья Якунов, бас-гитарист Дмитрий Яковлев, вокалист Михаил Нахимович и барабанщик Алексей Виноградов. Затем последовала работа над демозаписью «Демо’05-06». Демо-альбом вышел 7 сентября 2006 года тиражом 2000 дисков, и был распространён не только в Санкт-Петербурге и Москве, но и в других городах России, Украины и Латвии.
Затем в составе произошли изменения. Осенью 2005 Виноградова сменяет барабанщик Сергей Курнакин. Из группы вскорости также уходит гитарист Илья Якунов, его сменяет Евгений Заборщиков, а затем гитаристом группы становится Николай Барбуцкий. А 19 сентября 2007 года Чёрный кузнец закончил работу над аудио и видео версиями концерта, отснятого ранее 4 февраля 2007 года в Roks-клубе, и выпустил их в качестве интернет-релиза под названием «Rock’s over roks», где гитарные партии там исполнял ещё Евгений Заборщиков. Кроме того, в 2007 году группа получила приз зрительских симпатий на фестивале «Измени своё завтра» в конкурсе «Времена наСТАЛИ».
В апреле 2008 года, после прихода нового бас-гитариста Павла Сацердова и директора Александра Сидорова, началась запись дебютного альбома группы, который впоследствии получил название «Я тот, кто я есть!». А 10 мая 2009 года состоялась презентация диска, на которой в составе группы дебютировал барабанщик Евгений Снурников, заменивший ушедшего Сергея Курнакина. Однако, на альбоме партии ударных были записаны именно Сергеем Курнакиным. Альбом «Я тот, кто я есть!» был выпущен на лейбле «Redestruct music». Диск получил широкую известность.
В августе 2009 года группа начинает работу над следующим мини-альбомом «Пульс». 7 февраля 2010 года в Петербурге проходит его презентация. Альбом вышел на лейбле «Redestruct music».
В феврале 2010 года из группы уходит в творческий отпуск гитарист Николай Барбуцкий. 6 марта 2010 года в качестве его замены к группе присоединяется Сергей Валерианов.
28 августа 2010 года в рамках в фестиваля «Metal season opening 2010» состоялась съёмка концертного DVD группы «Вопреки всему», выпуск которого ожидается в 2011 году.
21 октября 2010 года стало известно, что группу решил покинуть барабанщик Евгений Снурников из-за изменившихся музыкальных предпочтений. Он продолжил концертную деятельность с группой до тех пор, пока не была найдена замена. 22 декабря 2010 года стало известно, что новым барабанщиком стал Вячеслав Стосенко. Но, незадолго до презентации инструментального альбома, он объявил о своём решении завязать с музыкой и предложил найти замену на запланированные с ним концерты.
25 марта 2011 года состоялась презентация инструментального альбома «OST Lords and Heroes», который стал саундтреком к многопользовательской онлайн игре «Lords and Heroes». На презентации выступили экс-барабанщики группы: Евгений Снурников и Сергей Курнакин. Сам же альбом вышел 14 апреля.
13 октября 2011 года группа заявила о бессрочном прекращении совместной деятельности.
26 ноября в Санкт-Петербурге состоялось предпоследнее выступление группы. На этом же концерте вышел концертный DVD «Вопреки всему», отснятый ранее 28 августа 2010 года.
4 декабря Михаил Нахимович и Николай Курпан стали участниками музыкального ток-шоу «КонтраПункт» на «Живом ТВ», где они в прямом эфире отвечали на вопросы зрителей и ведущей Екатерины Белобровой, а также исполняли песни под акустическую гитару. Позже, в этот же день, в московском клубе «Plan B» состоялся последний, прощальный концерт группы. В качестве барабанщика на финальных концертах с группой выступил экс-участник Сергей Курнакин.

## Воссоединение
В июне 2013 группа уточнила причины распада (ими оказались финансовые трудности при организации концертов и записи альбома) и завела страницу на краудфаундинговой площадке Планета.ру с целью собрать деньги на запись новой песни и альбома в перспективе.
На 12 сутки деньги были собраны, вырученные сверх установленной суммы средства группа планирует пустить на запись альбома.
После выхода песни «Дубль один» группа объявила о начале краудфаундинга на запись альбома, объявив что на физическом носителе он не выйдет. Группа набрала 106 % от требуемой суммы — 985 тысяч рублей, став самым успешным проектом на российских краудфаундинговых платформах за 2014 год. В конце 2015 года было объявлено название альбома — «Сверхъестественное» и дата выхода.
28 ноября 2014 группа открыла фестиваль метал-музыки АРИЯ-ФЕСТ, исполнив три новых песни.
В 2016 году в Санкт-Петербурге группа записала свою версию песни «Не кончается Пытка» для альбома в честь 35-и летия группы Пикник.
В 2018-м году вышел сингл «Разговор со Смертью» при участии актера озвучания  Михаил Тихонова. Он вышел как послесловие альбома «Сверхъестественное», вышедшего немногим ранее, в 2017-м году. В 2020-м вышел мини-альбом — «Судный день».

## Состав

### На сегодняшний день
| Состав           |        | Годы                |
| ---------------- | ------ | ------------------- |
| Николай Курпан   | гитара | с момента основания |
| Михаил Нахимович | вокал  | с момента основания |

### Бывшие участники
| Илья Якунов        | гитара     | 2005 — 2006 |
| Евгений Заборщиков | гитара     | 2006 — 2007 |
| Дмитрий Яковлев    | бас-гитара | 2005 — 2008 |
| Сергей Курнакин    | ударные    | 2005 — 2009 |
| Николай Барбуцкий  | гитара     | 2007 — 2010 |
| Павел Сацердов     | бас-гитара | 2008 — 2011 |
| Евгений Снурников  | ударные    | 2009 — 2010 |
| Вячеслав Стосенко  | ударные    | 2010 — 2011 |
| Сергей Валерианов  | гитара     | 2010 — 2011 |

## Дискография

### Альбомы, синглы
| №   | Название                                   | Тип     | Год  |
| --- | ------------------------------------------ | ------- | ---- |
| 1.  | Демо’05-06                                 | Demo    | 2006 |
| 2.  | Rock’s over roks                           | Live EP | 2007 |
| 3.  | Я тот, кто я есть!                         | LP      | 2009 |
| 4.  | Пульс                                      | EP      | 2010 |
| 5.  | OST Lords and Heroes                       | OST     | 2011 |
| 6.  | Вопреки всему                              | Live    | 2011 |
| 7.  | Дубль один                                 | SP      | 2013 |
| 8.  | Поколение зла                              | EP      | 2015 |
| 9.  | Я расскажу тебе сказку                     | SP      | 2016 |
| 10. | Не кончается пытка (Пикник)                | SP      | 2016 |
| 11. | Supernatural Tribute (The BlackSmith Band) | EP      | 2017 |
| 12. | Сверхъестественное                         | LP      | 2017 |
| 13. | Разговор со Смертью (feat. Михаил Тихонов) | EP      | 2018 |
| 14. | Судный день                                | EP      | 2020 |

### В сборниках
| №  | Композиция                  | Сборник                           | Год  |
| -- | --------------------------- | --------------------------------- | ---- |
| 1. | Чёрный кузнец               | Legacy of Metal vol.2             | 2006 |
| 2. | Прочь!                      | Украдено из студии                | 2009 |
| 3. | Не кончается пытка (Пикник) | Пикник «35 – лучшее и неизданное» | 2016 |

## Видеография
| №  | Название         | Тип                          | Год  |
| -- | ---------------- | ---------------------------- | ---- |
| 1. | Rock’s over roks | официальное концертное видео | 2007 |
| 2. | Вопреки всему    | концертный DVD               | 2011 |